# Limnophila (Limnophila) recta
Limnophila (Limnophila) recta is een tweevleugelige uit de familie steltmuggen (Limoniidae). De soort komt voor in het Australaziatisch gebied.